# Mezcla de promoción
La mezcla de promoción es el conjunto de herramientas o variables de comunicación utilizadas por las organizaciones para comunicarse con sus mercados en pro de sus objetivos comerciales.  Es uno de los elementos de la mezcla de mercadotecnia.
A través de la promoción, una empresa se ocupa de comunicar, informar y persuadir al cliente y otros interesados sobre la empresa, sus productos, sus ofertas, etc. Con ello busca el logro de los objetivos organizacionales, que pueden variar desde la creación de una demanda primaria para productos que ingresan al mercado, hasta expandir la demanda existente, o revivirla, para productos que se encuentran en fase de declinación. 
La elección y uso de las herramientas de promoción debe considerar tanto coherencia con dichos objetivos como entre sí, para lograr sinergias. 

## Elementos de la mezcla de promoción

Mezcla de promoción.

La mezcla de promoción está constituida por: 
- Promoción de Ventas
- Fuerza de ventas o Venta personal
- Publicidad
- Relaciones Públicas
- Comunicación interactiva o Marketing directo